# 菲利普斯山
73°01′S 167°15′W / 73.017°S 167.250°W
菲利普斯山（Mount Phillips），是南極洲的山峰，位於維多利亞地的博克格雷溫克海岸，處於艾伯茨山以西18公里的馬爾塔高原南部，海拔高度3,035米，在1841年1月由詹姆斯·克拉克·羅斯發現，現時由南極條約體系管理。